# Totale communicatie
Totale communicatie is het ondersteunen en bevorderen van communicatie met diverse middelen zoals foto`s, pictogrammen, gebaren, verwijzers en geschreven taal.
Totale communicatie wordt vooral gebruikt bij mensen met een verstandelijke beperking, kinderen met spraak/taal moeilijkheden en bij mensen met afasie of dementie.